# ベルトルト2世 (シュヴァーベン大公)

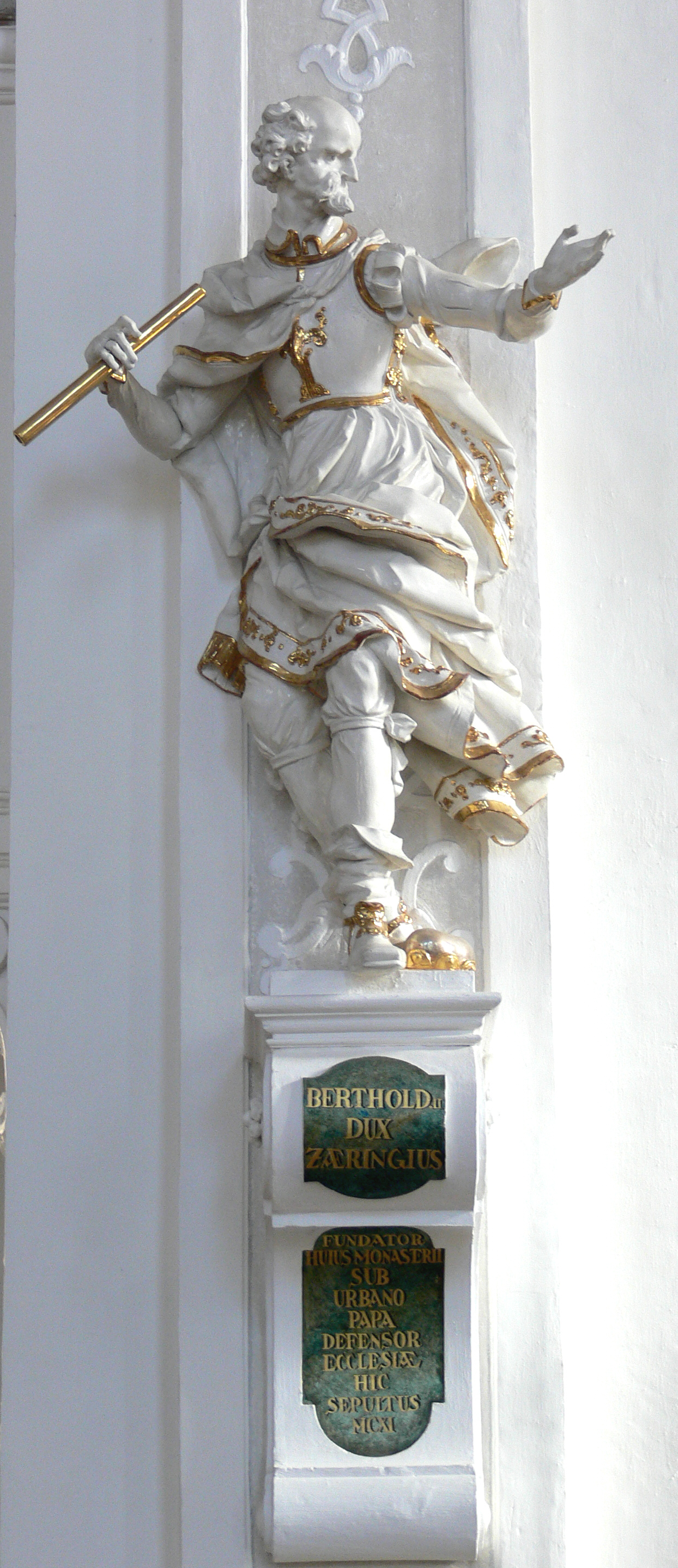
ザンクト・ペーター修道院のベルトルト2世像

ベルトルト2世（ドイツ語：Berthold II., 1050年ごろ - 1111年4月12日）は、シュヴァーベン大公（在位：1092年 - 1098年）。1098年にシュヴァーベン公領をホーエンシュタウフェン家に譲った後は、「ツェーリンゲン公」の称号が1100年ごろより使われるようになり、1218年まで継承され続いた。

## 生涯
ベルトルト2世はケルンテン公であったベルトルト1世・フォン・ツェーリンゲンの次男で、最初は対立王ルドルフ・フォン・ラインフェルデンを支持し、ハインリヒ4世と対立した。1077年、ツェーリンゲン家とラインフェルデン家はハインリヒ4世により称号と領地を取り上げられた。ベルトルト1世は1078年に薨去し、ベルトルト2世は父の跡を継いでシュヴァーベン公領を含む領地の返還を主張した。1079年にベルトルト2世はルドルフ・フォン・ラインフェルデンの娘アグネスと結婚した。
翌年、ベルトルト2世はルドルフの息子ベルトルトを支持し、ハインリヒ4世と対立した。ベルトルト2世はまた、シュタウフェン家のフリードリヒ1世およびバーゼル司教、シュトラスブルク司教とも不和であった。しかし1080年代後半、この地域が平穏であった時期に、ベルトルトはバーゼル司教が関与する土地の交換において証人となっているのが確認される（1087年）。
1090年にベルトルト・フォン・ラインフェルデンが死去し、再び緊張状態となった。このとき、ベルトルト2世はラインフェルデン家の保持していた称号ではなく、ブルグントにおける領地の継承権を主張した。称号については、ベルトルトの弟オットー・フォン・ヴェッテラウ＝ラインフェルデンが継承した。ベルトルト2世はまた、シュヴァーベン公領についても継承権を主張した。ヴェルフ家および教皇の支持を得て、1092年にベルトルト2世はフリードリヒ1世の対立公としてシュヴァーベン公に選ばれた。同年、ケルンテン公ハインリヒ5世と対立する人々により（父と同様に）ケルンテン公およびヴェローナ辺境伯にも選ばれた。しかし、ベルトルト2世も父と同様にケルンテンで実効的な権力を持つことはなかった。
1093年、ベルトルト2世とヴェルフ4世はウルムで「和平宣誓書」に署名した。最初はシュヴァーベンでのみ有効であったが、すぐにバイエルンにまで拡げ、南ドイツの反皇帝勢力を強固なものとした。1098年頃、ベルトルト2世とフリードリヒ1世は合意に達し、フリードリヒ1世がシュヴァーベンを保持する一方、ベルトルト2世はチューリッヒの帝国フォークタイ（または帝国領）を与えられ、公爵の位を許された。これにより、ツェーリンゲン家と皇帝ハインリヒ4世との関係は改善した。1105年、父である皇帝ハインリヒ4世に対し反乱を起こしたハインリヒ5世の近しい同盟者となった。
1090年初め、ベルトルト2世は勢力をブライスガウにまで広げ、ツェーリンゲン家の領地はシュヴァーベン公の影響下から脱した。1091年、拠点をツェーリンゲン城から新しく建築したフライブルク城に移した。
ベルトルト2世は「ツェーリンゲン公」を名乗った最初のツェーリンゲン家の人物である（1100年頃より）。ベルトルト2世は修道院の創建やシュヴァルツヴァルトの開拓により支配を確立した。領地は狭く、それを拡大させる機会も得られなかった。ベルトルト2世の公爵位は、フライジングのオットーによると、中世ドイツにおいて、支配面でも領地の面でもほとんど重要な意味を持たない最初の「名目だけの地位」であったという。ベルトルト2世は政治や軍事において要職にあったわけでもなく、部族や領土における指導者でもなかった。むしろ、公爵の位は単なる身分でしかなく、その領地は家領しかなかった。
1093年、ベルトルト2世はシュヴァルツヴァルトにザンクト・ペーター修道院を創建し、ツェーリンゲン家の菩提寺となった。ベルトルト2世が創建した修道院は、皇帝と対立する改革派の修道院となった。ホーエンベルク伯家がシュヴァルツヴァルトから消滅したことで、ベルトルト2世はホーエンベルクを拠点とすることができた。
晩年までに、ベルトルト2世の領地は公爵の位にふさわしいものとなった。ベルトルト2世の薨去後、三男ベルトルト3世がツェーリンゲン公位を継承し、11年後にベルトルト3世が薨去した後は、四男のコンラート1世が公位を継承した。

## 子女
1079年に結婚したアグネス・フォン・ラインフェルデンとの間に以下の子女をもうけた。
- ベルトルト（1080年頃生）
- ルドルフ2世（1082年頃 - 1111年）- ラインフェルデン伯
- ベルトルト3世（1085年頃 - 1122年） - ツェーリンゲン公（1111年 - 1122年）
- アグネス（1125年1月8日以降没） - ブルゴーニュ＝ブザンソン伯ギヨーム2世（アンスカリ家）と結婚
- リウトガルト（1087年頃生） - 早世
- コンラート1世（1090年頃 - 1152年） - ツェーリンゲン公（1122年 - 1152年）
- ペトリッサ（1095年頃 - 1115年頃） - 1111年にプフィルト伯フリードリヒ1世と結婚
- リウトガルト（1098年頃 - 1131年） - 1129年以前にライン宮中伯ゴットフリート・フォン・カルフと結婚
- ユーディト（1100年頃生） - ガンマーティンゲン伯ウルリヒ2世と結婚